# Äs säteri
Äs är en herrgård och ett tidigare säteri i Julita socken, Katrineholms kommun, Södermanland. Den välbevarade gårdsanläggningen från 1700-talet ligger vid korsningen Riksväg 56 / Länsväg 214. Närmaste herrgårdar är Julita, Fogelstad och Gimmersta.

## Historia

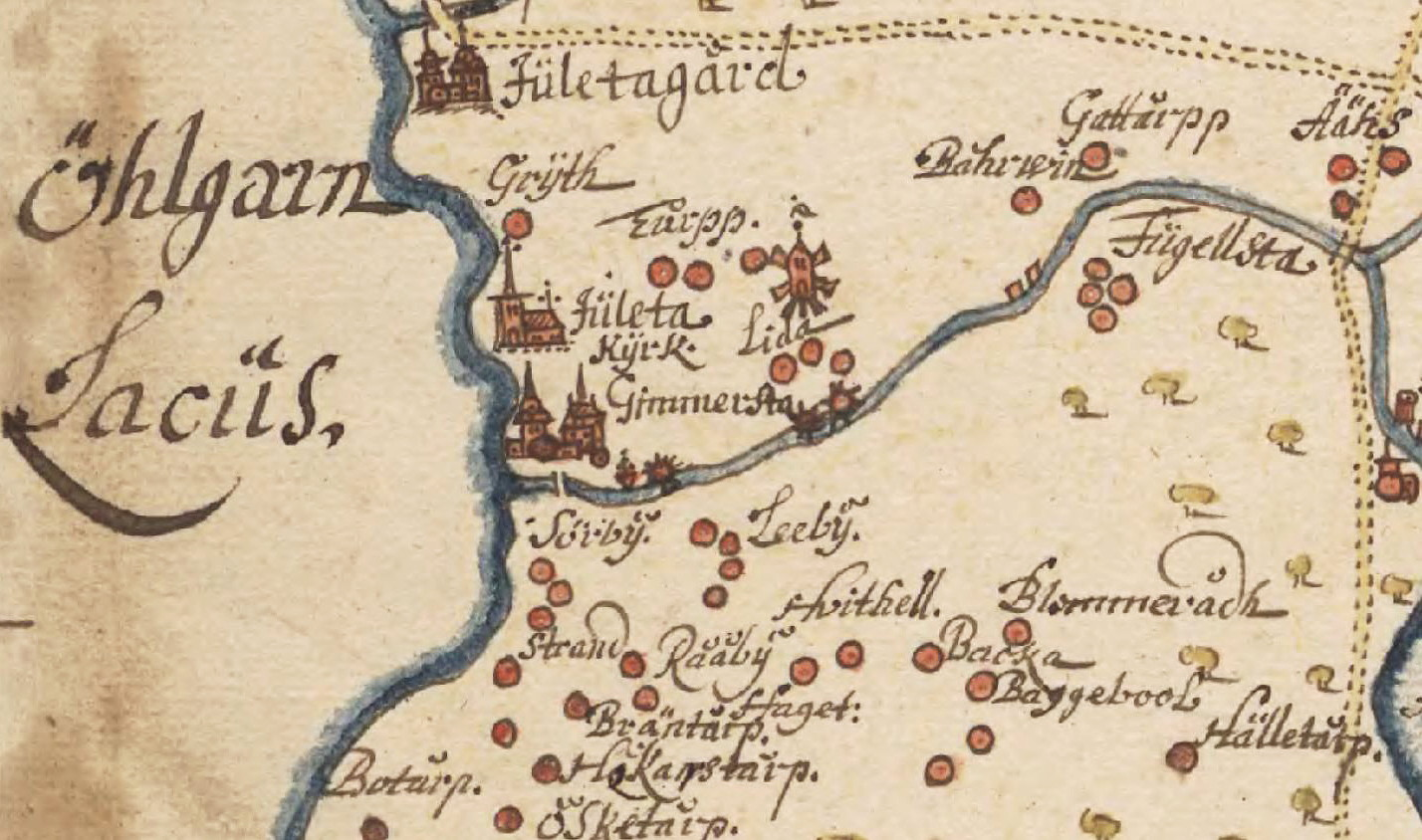
Äähs, Fügellsta och Jületagård, 1677.

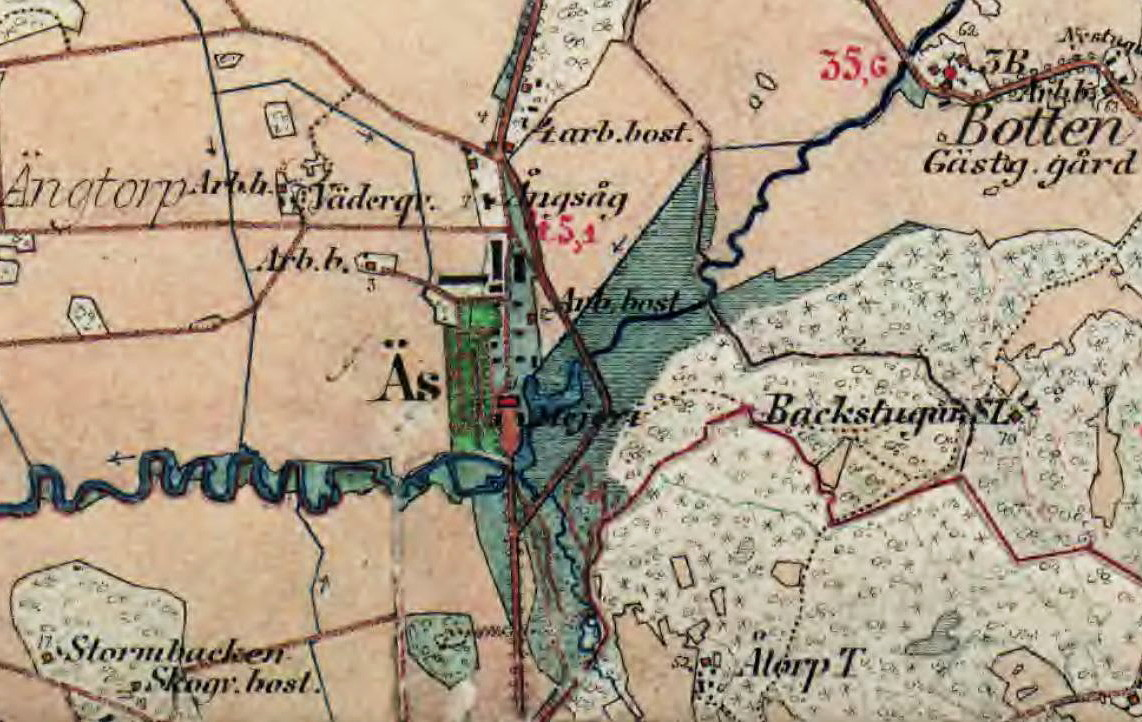
Äs på Häradsekonomiska kartan, 1900.

Äs, på äldre kartor stavad Äähs, var till en början en bondby som tillhörde under medeltiden Julita kloster. 1553 omnämns en Peder i ässa i ett pergamentsbrev. Byn drogs vid Gustav Vasas reduktion in till kronan och kom att bli underlydande Julita Kungsgård. 
År 1645 fick den österrikiske burggreven, friherre Paul Khewenhüller Julita gård av drottning Kristina som ersättning för ett större lån han gav Gustav II Adolf under trettioåriga kriget. Äs by ingick som en av flera byar i ersättningen och bestod vid tiden av två gårdar. Äs kom dock fortfarande 1663 att bebos och drivas av bönder. Därefter hade Äs till en början samma ägarhistoria som Julita. Genom att Khewenhüllers dotter, Anna Regina, gifte sig med friherren Matthias Palbitzki kom bondbyn Äs att ingå i dennes ägo fram till hans död 1677. 
Efter Matthias Palbitzkis död ärvdes en fjärdedel av Julita gårds ägor, däribland Äs by, av hans dotter Kristina Beatrix Palbitsky och hennes make Nils Alexander von Ungern-Sternberg (1654-1721). Under honom blev Äs ett självständigt säteri. Han lät uppföra en timmerbyggnad på hög stensockel och med murad källare som till viss del fortfarande ingår i den nuvarande byggnaden. Deras son, lantmarskalken Mattias Alexander von Ungern-Sternberg, lät 1729–1731 anlägga trädgården, den engelska parken samt uppföra nuvarande huvudbyggnad. 
Genom arv kom Äs säteri att tillfalla 1826 generaladjutanten Stafs von Post (1780–1845) och därmed släkten von Post. Den innehade godset till 1889 då det köptes av greve Walther von Hallwyl. Äs beboddes dock aldrig av familjen von Hallwyll utan av en tidigare ägare som blev förvaltare under von Hallwyl. Wilhelmina von Hallwyls donation omfattar möbler och konst från Äs gård som blev grunden till ett herrgårdsmuseum.
Från början av 1900-talet bytte egendomen ägare flera gånger. På 1960-talet ägdes den av byggmästaren Henry Forsell som sålde Äs 1970 till Uppsala universitet. Herrgården är sedan 2010 i Jan och Louise Sollenbergs ägo men arrenderades i ett flertal år av familjen Sollenberg innan köpet. På Äs bedrivs dag konventionellt jordbruk och uthyrning av jordbruksmaskiner och jordbruksredskap.

## Bebyggelsen
Gårdsanläggningen sträcker sig längs en nord-sydlig centralaxel nordväst om korsningen Riksväg 56 / Länsväg 214. Huvudbyggnaden med sina båda flyglar ligger längst i söder på en mindre höjd. I norr ansluter fyra äldre magasinsbyggnader och dagens moderna ekonomibyggnader.

### Corps de logi

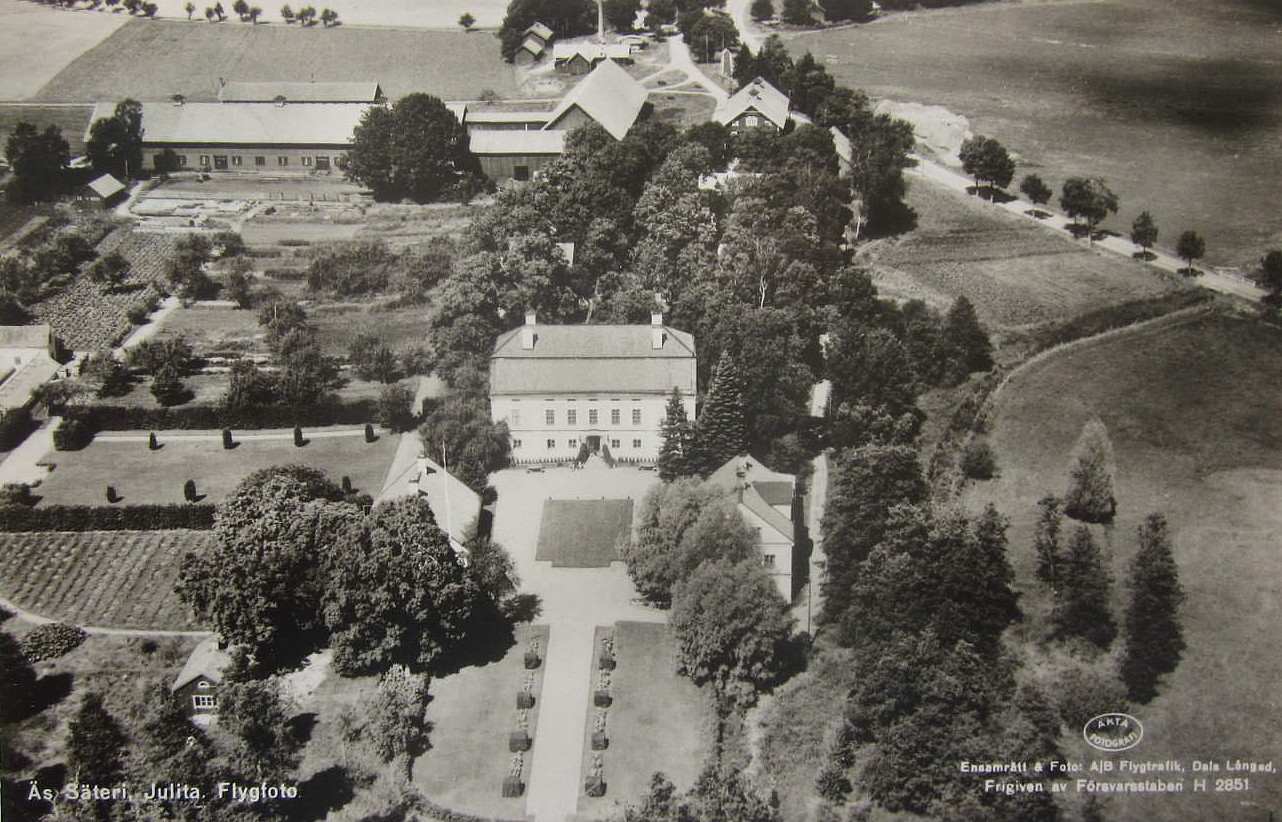
Gårdsanläggningen på ett äldre vykort.

Corps de logi är uppförd av sten i två våningar och hade från början säteritak, vilket genom en påbyggnad 1760–1761 fick det nuvarande brutna tak med valmat övre fall. Byggnaden bär tydliga drag av rokoko och dess yttre för tanken till arkitekt Carl Hårleman. Våningsfördelningen är dock av ålderdomlig typ med en låg bottenvåning snarlik en klosterbyggnad med valv och en korridor i husets längdriktning som var vanliga i herrgårdar från 1600-talet och början av 1700-talet. Övervåningen däremot är hög och här inreddes husets paradrum. 
Tre ursprungliga, påkostade rokokoinredningar med boaserade väggar finns bevarade i huvudbyggnadens paradvåning. Det mest praktfulla rummet är salongen med väggar klädda i rutfaner med intarsia av alm och andra ljusa träslag. Fasaderna är indelade genom pilaster och kraftiga horisontella putslister med ett smalt fönsterband under taklisten. En kort fritrappa leder upp till huvudportalen som kröns av von Ungern-Stenbergs vapensköld.

### Övriga byggnader och parken
Huvudbyggnaden flankeras i söder av två fristående flyglar i in våning. Fasaderna bär putsrustik i hörnen och kring entrédörren. Taken är av typen sadeltak som troligen tillkom på 1800-talet. På Häradsekonomiska kartan från 1890-talet markeras den östra flygeln som mejeri. Mot norr följer fyra äldre, putsade magasinsbyggnader. De står parvis och vända med gaveln mot vägen och har höga sadeltak. 
Ursprungligen var gårdsplanen omgiven av en hög mur med gallerförsedda valvöppningar. Direkt öster och söder om gårdsanläggningen passerar Aspån som var uppdämt till en liten, numera igenväxt sjö öster om gården. I väster sträckte sig säteriets stora fruktträdgård. Söder om huvudbebyggelsen utbredde sig gårdens engelska park med Aspån som i meander genomkorsar landskapet. Här ligger även Fornborgen Viksberget som var, fram tills att landsvägen drogs om på 1900-talet, en del av Äs herrgårds parkanläggning. Till egendomen hörde även en ångsåg, ett tegelbruk och en kvarn samt 44 torp.

## Bilder

Huvudbyggnad och flyglar
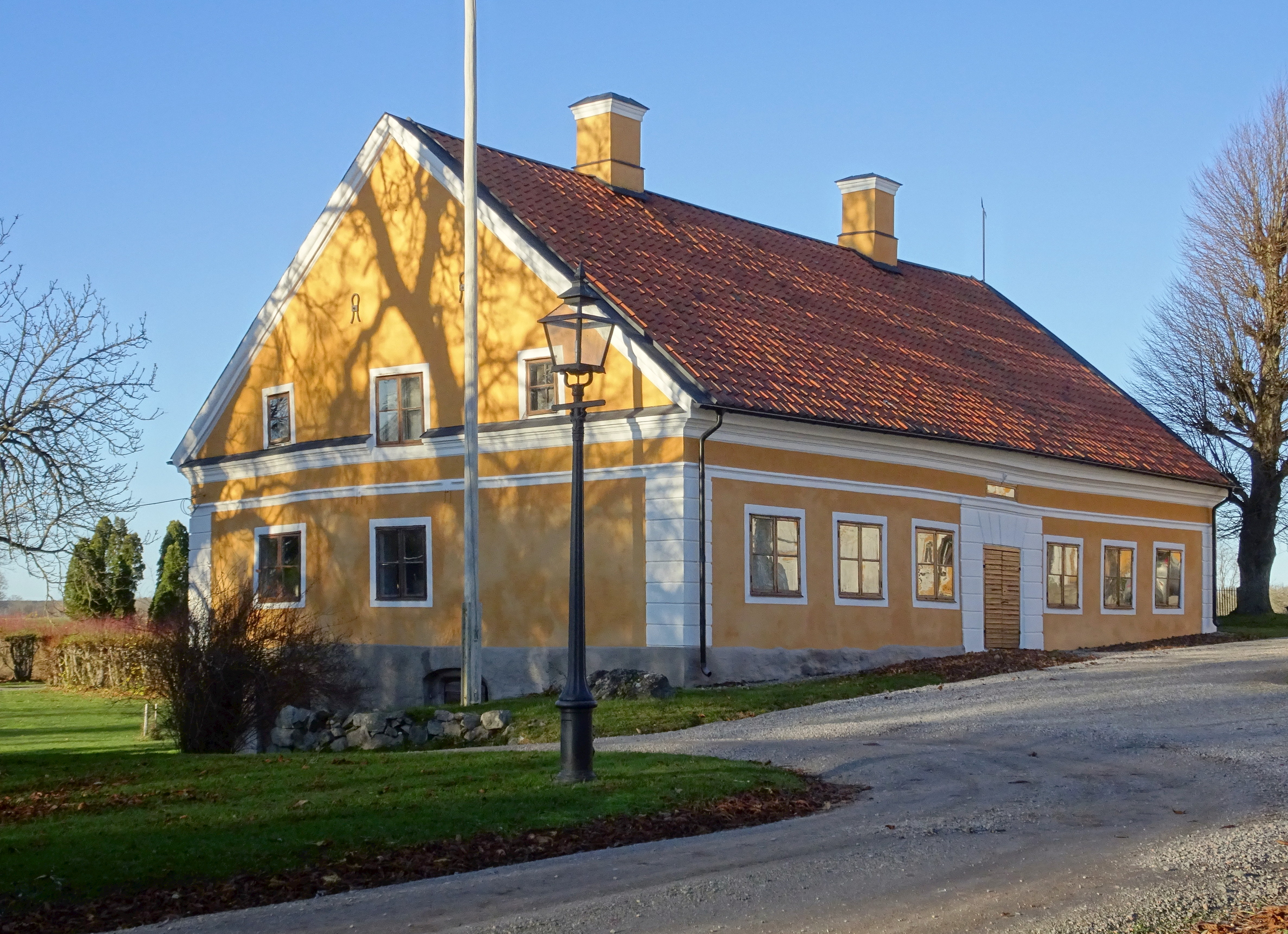
Västra flygeln.
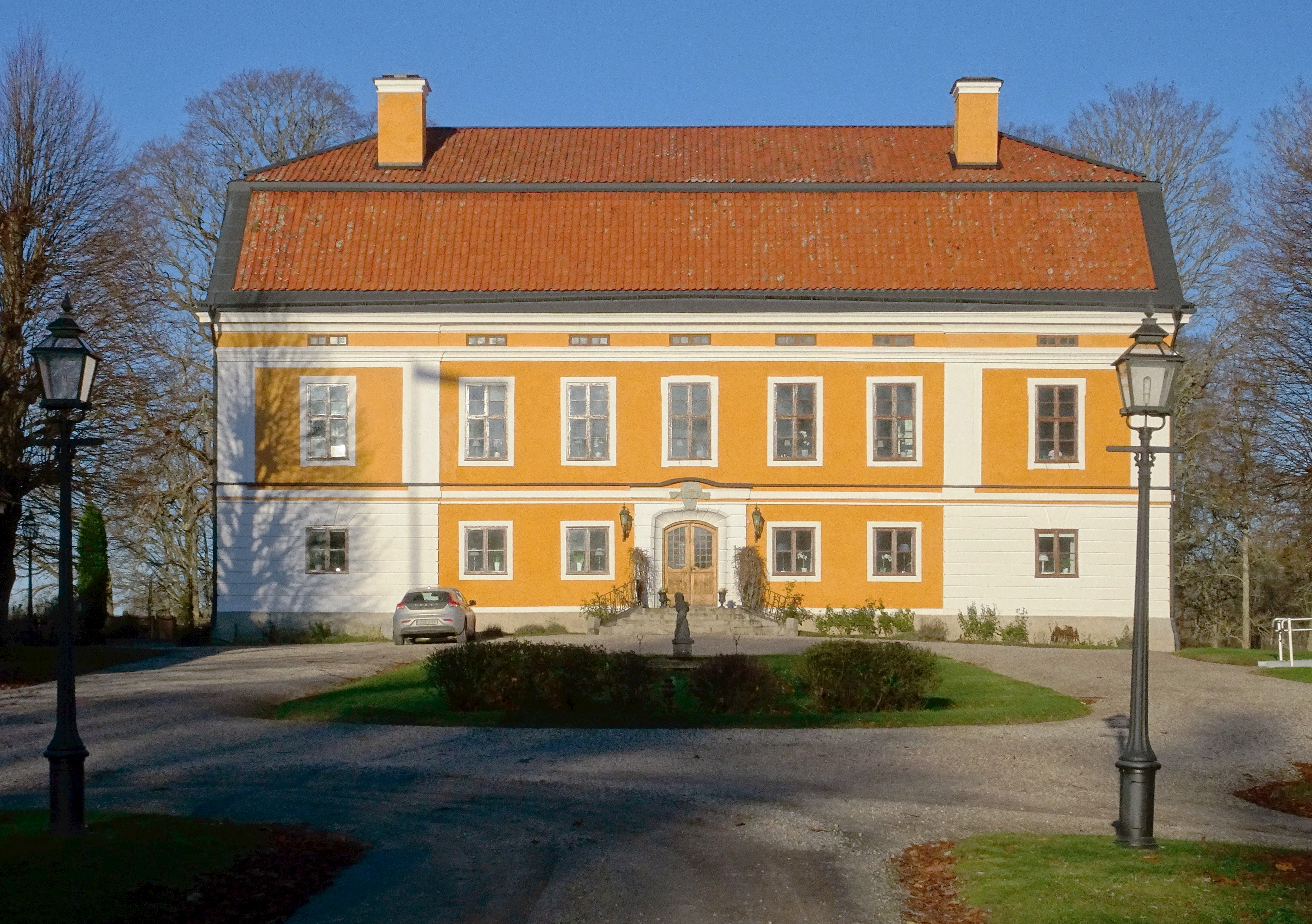
Huvudbyggnaden från söder.
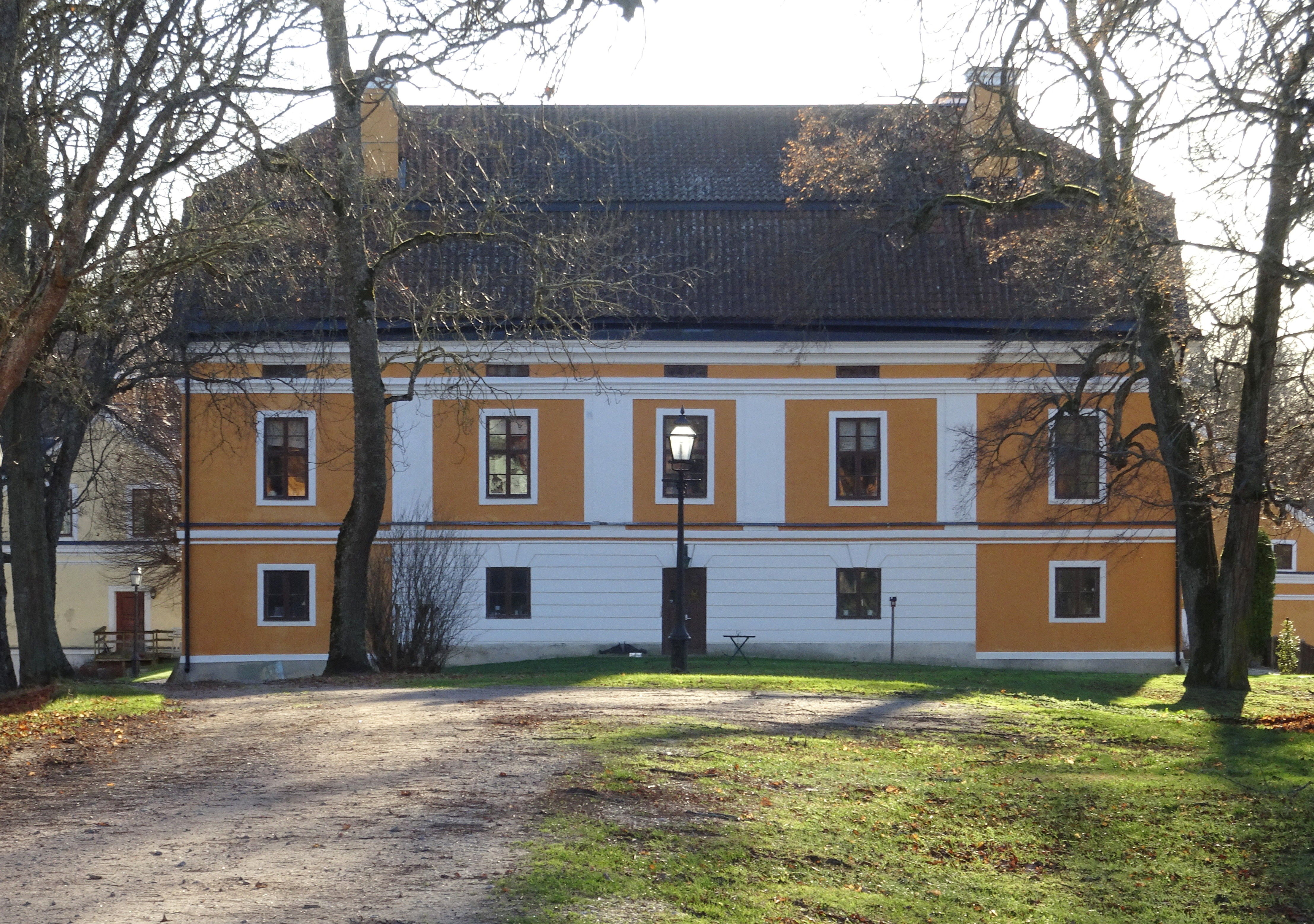
Huvudbyggnaden från norr.
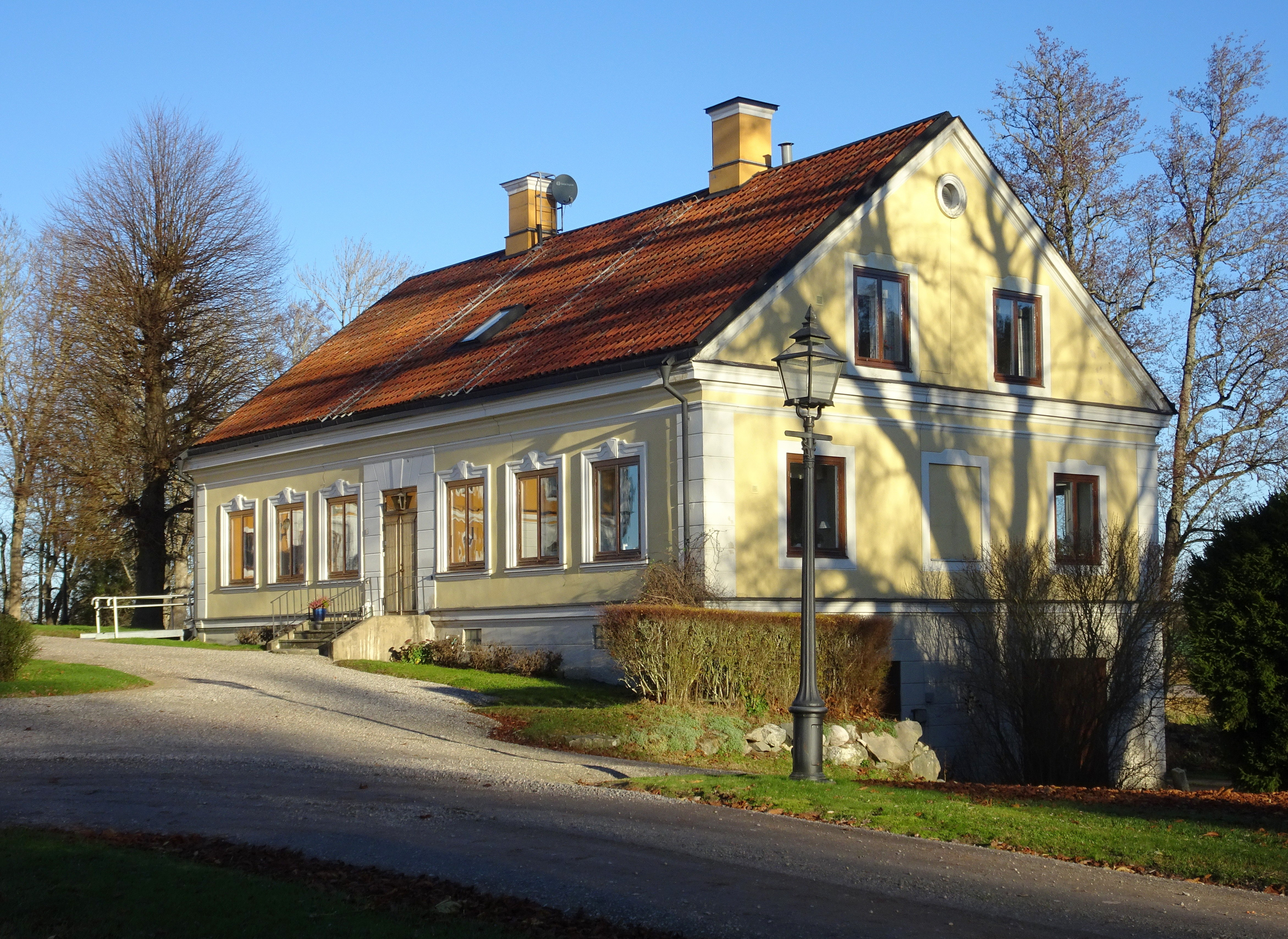
Östra flygeln.

Gårdens magasinsbyggnader
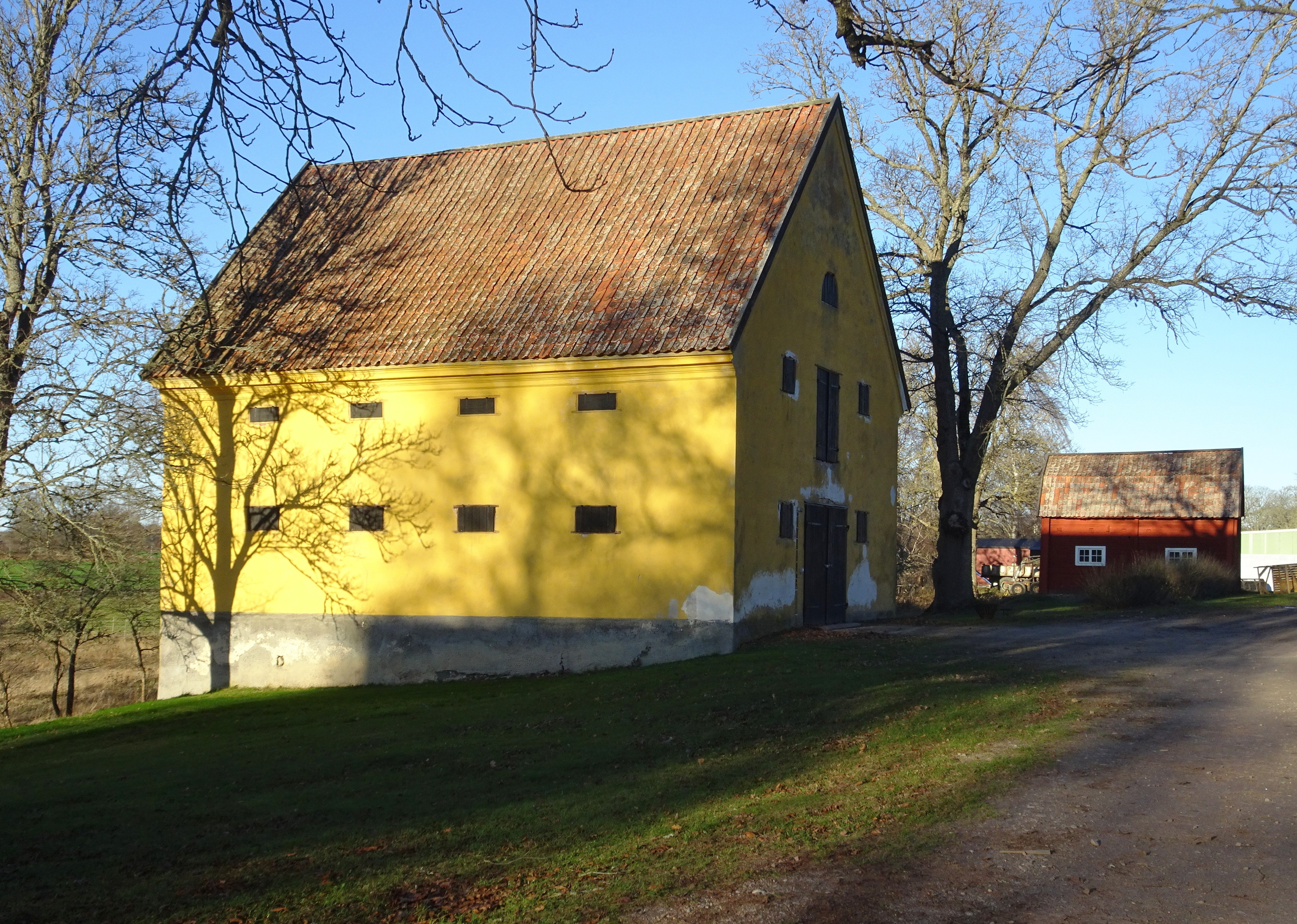
Nordvästra magasinet.
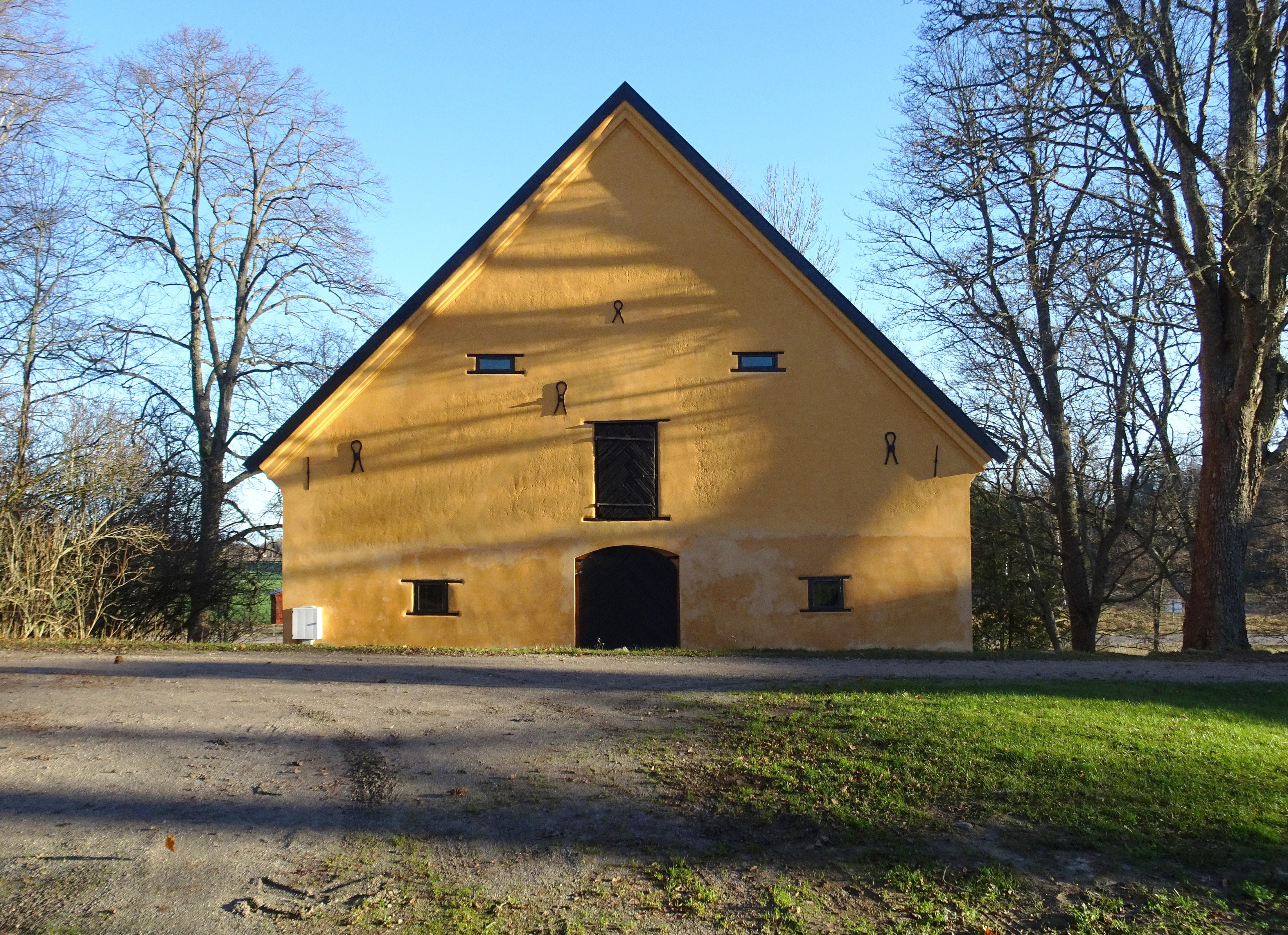
Sydöstra magasinet, gavel.
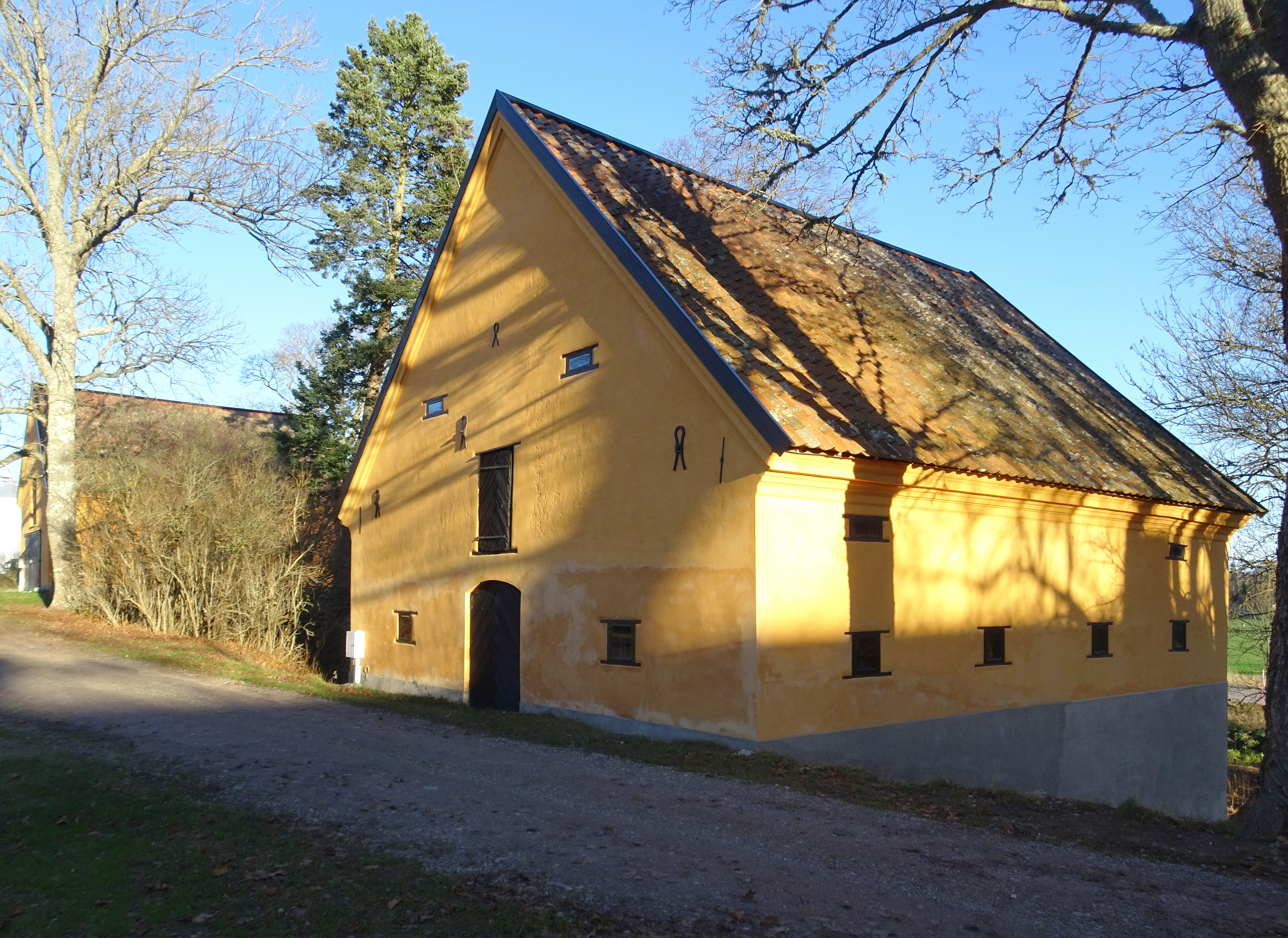
Sydöstra magasinet.
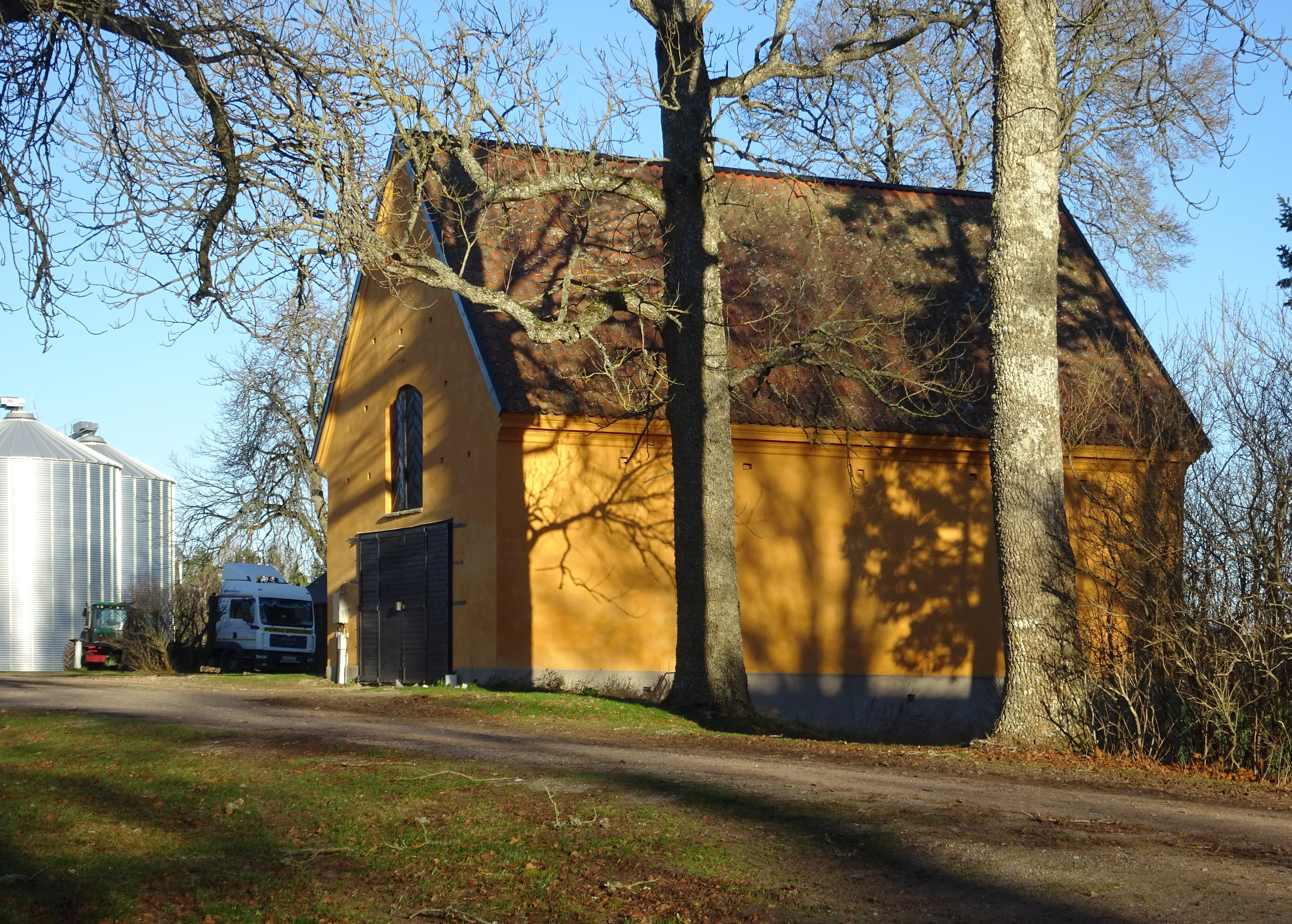
Nordöstra magasinet.